# クリステン・ケプケ
クリステン・ケプケ（Christen Schiellerup Købke、1810年5月26日 - 1848年2月7日）は「デンマーク黄金時代」と呼ばれる時代を代表する肖像画家、風景画家のひとりである。デンマーク語の発音に近いカタカナ表記は「クレステン・クプゲ」とする場合もある。

## 略歴
コペンハーゲンで司祭の息子に生まれた。11歳の時、病気にかかり、長期の療養が必要となり、体に負担の少ない絵を学ぶことになった。1822年1月に美術学校の初等クラスに通い始め、翌年クリスチャン・ロレンツェン（Christian August Lorentzen）の教室で、肖像画などを模写して修行した。1827年に人物画の教室に進み、翌年ロレンツェンが没した後、クリストファー・エカスベア（Christoffer Wilhelm Eckersberg）の教室に移った。1827年に弟が父親の仕事を継ぎ、画家となることにした。1831年にsmall silver medallionを受賞し、1832年にはlarge silver medallionを受賞した。王立美術コレクションにも2つの絵が買い上げられた。この頃は肖像画や風景画を描いた。1838年に奨学金を得て、1838年から1840年の間、イタリアに留学した。
1840年に帰国するが、イタリアを題材にした作品は評価されなかった。1843年に父親が死に、苦しい生活を強いられた。画家としてより、装飾デザイナーとして評価され1844年から45年にはトーヴァルセン美術館の装飾の仕事をした。美術アカデミーの会員になる事もかなわなかった。1848年に肺炎のため38歳で死去した。

## 作品

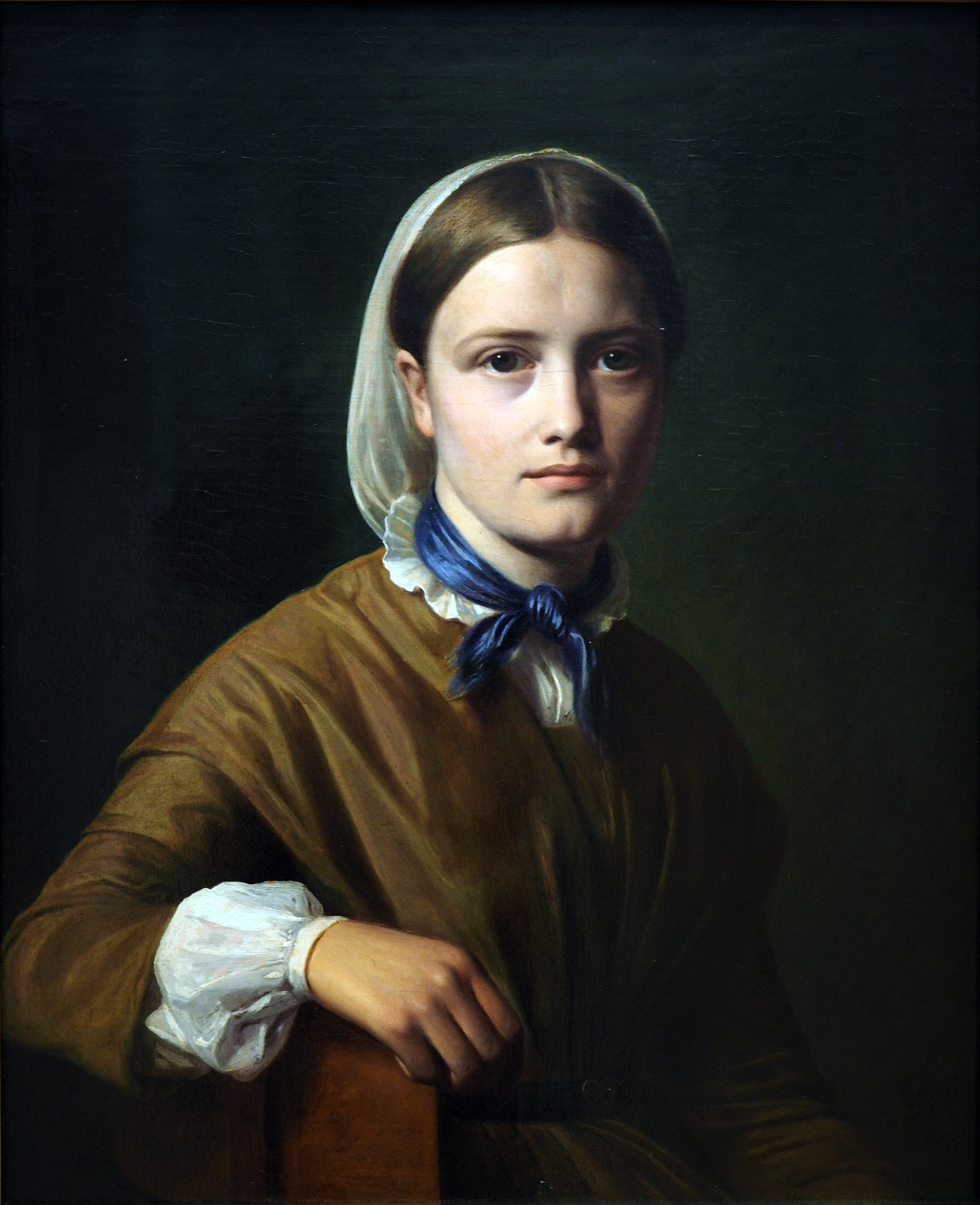
妹の肖像画(1854)
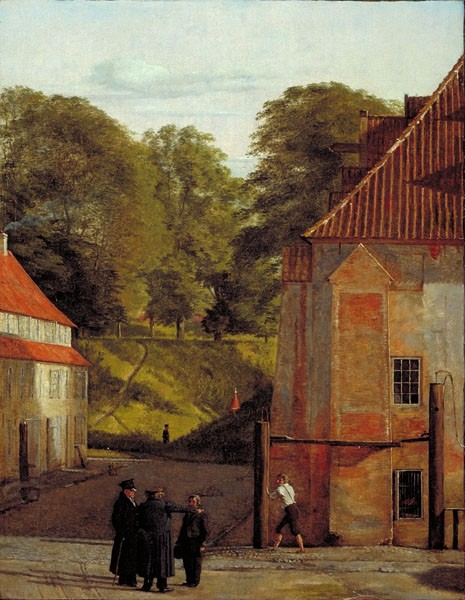
カステルの広場の眺め
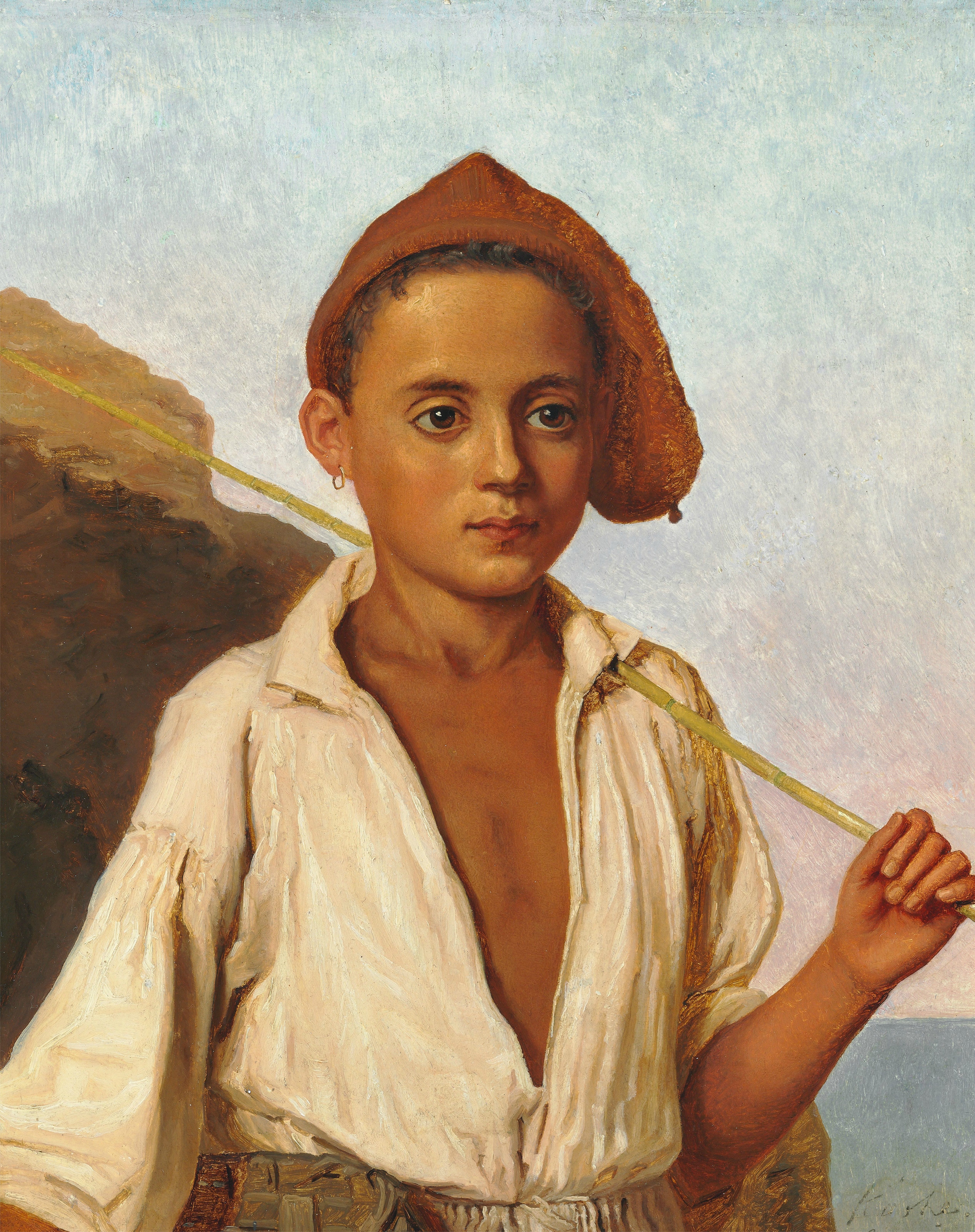
カプリ島の漁師の肖像
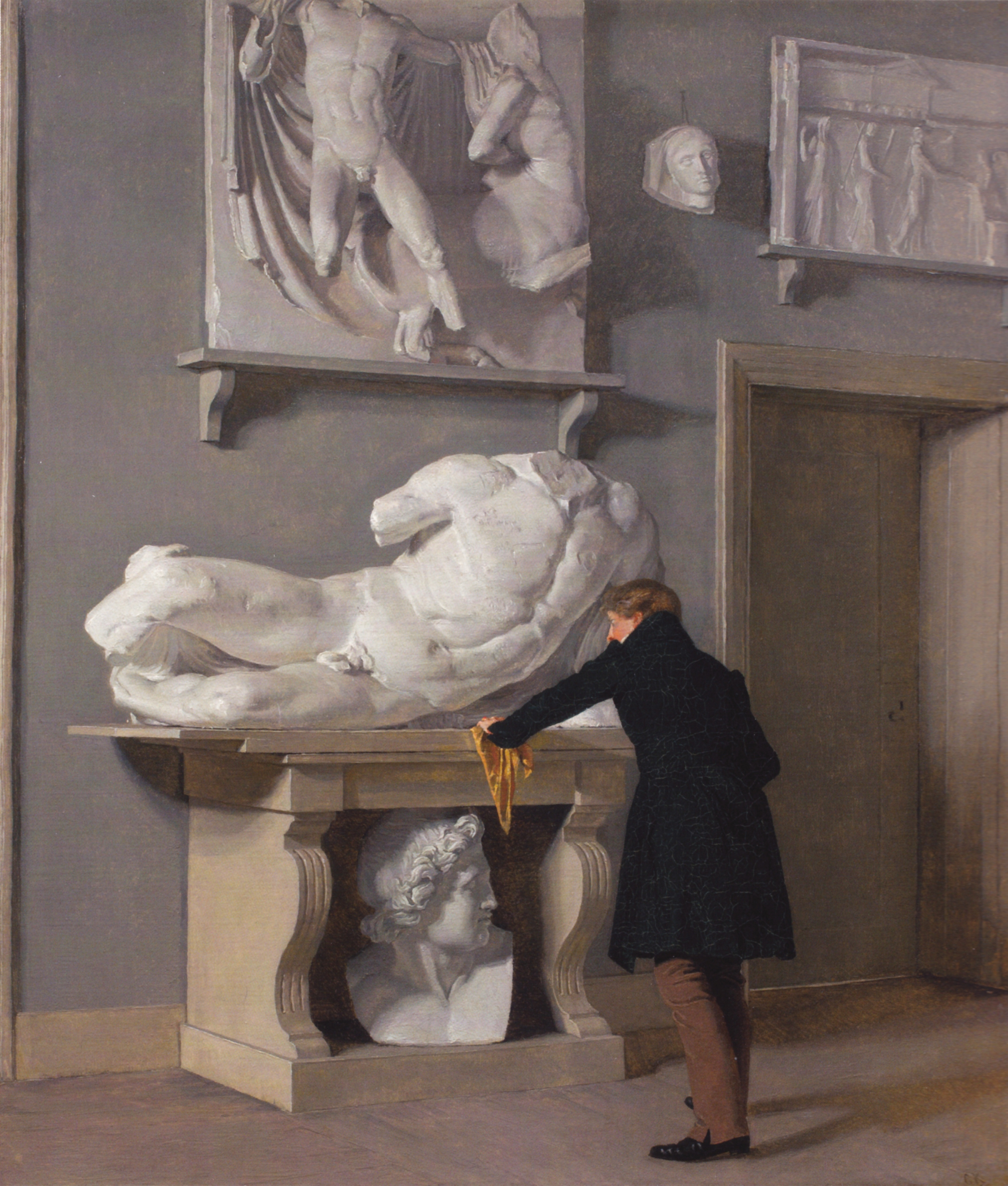

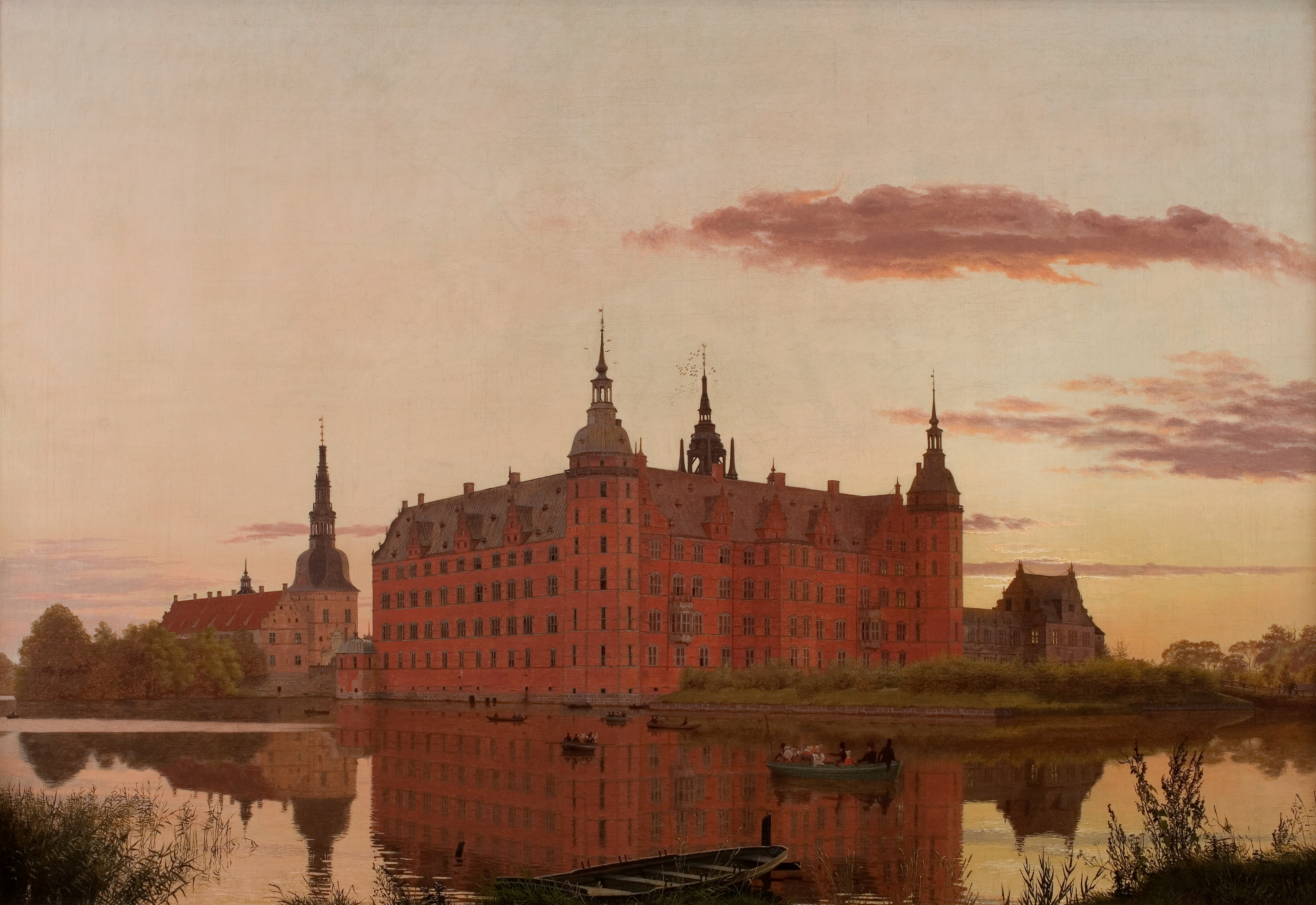
フレデリクスボー城(1835)
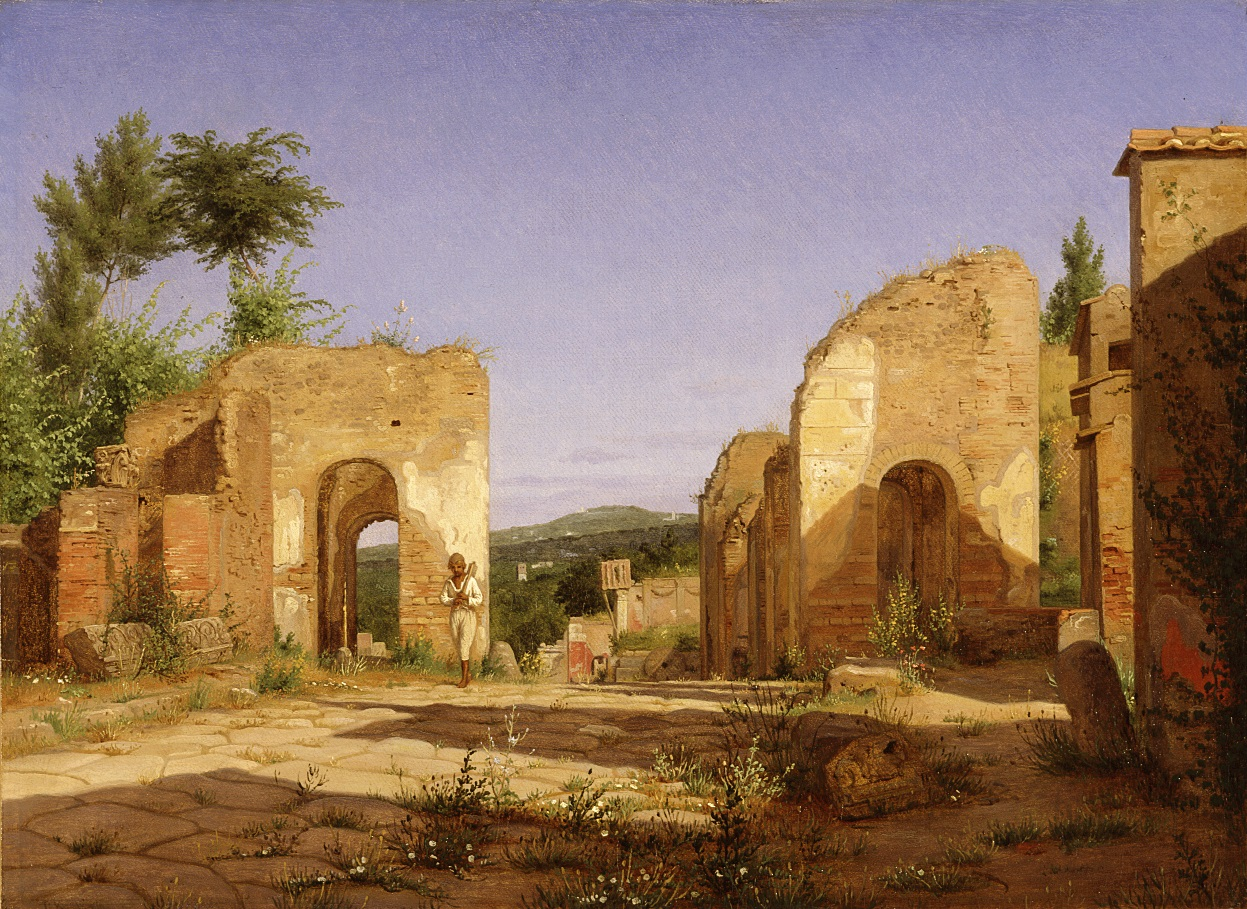
ポンペイの風景
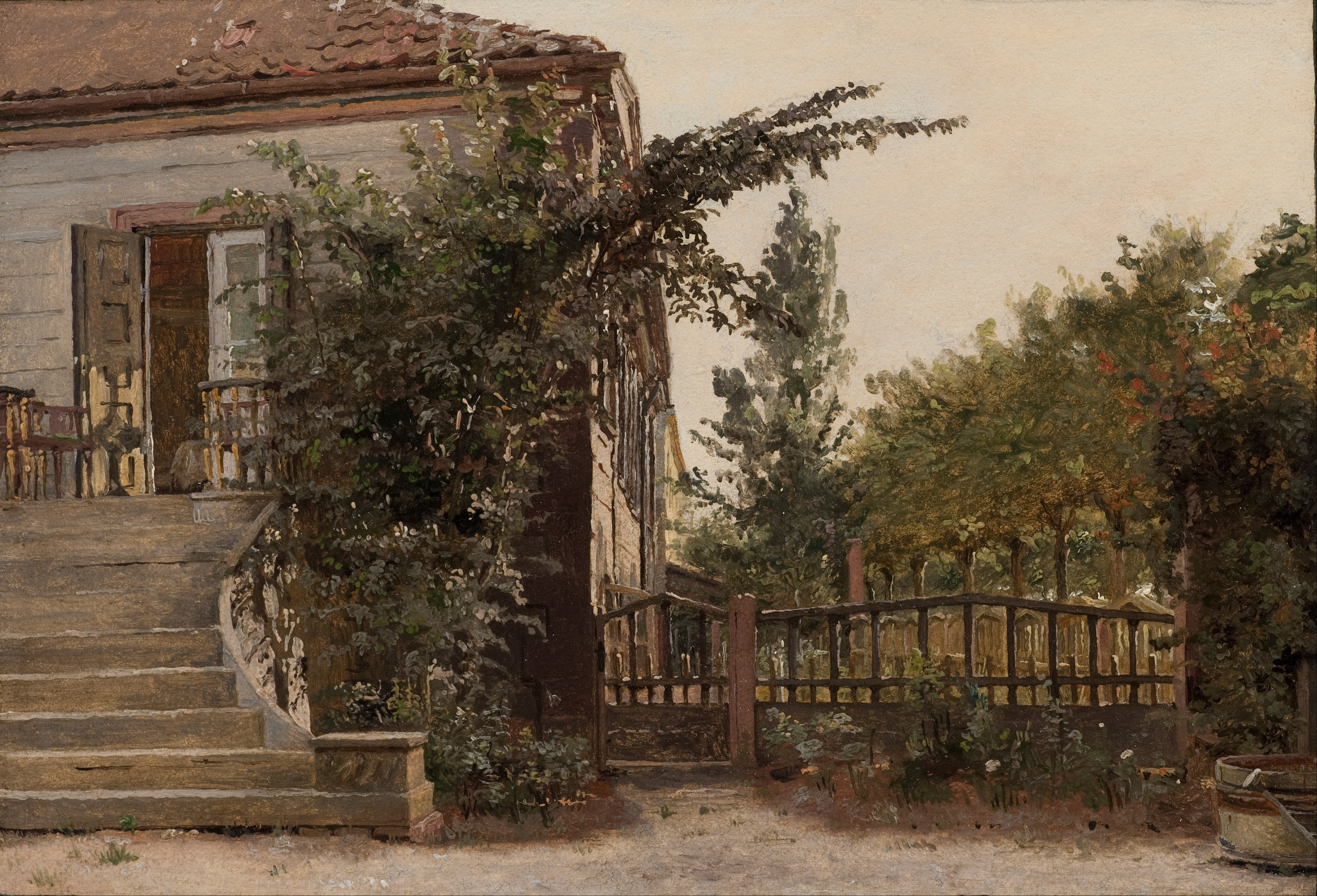
スタジオに続く階段